# UAE Tour 2023
UAE Tour 2023 – 5. edycja wyścigu kolarskiego UAE Tour, która odbyła się w dniach od 20 do 26 lutego 2023 na liczącej ponad 1028 kilometrów trasie składającej się z 7 etapów, rozgrywanych w Zjednoczonych Emiratach Arabskich. Impreza kategorii 2.UWT była częścią UCI World Tour 2023.

## Etapy
| Etap | Data   | Start – Meta                                        | type                    | Dystans (km) | Zwycięzca etapu       | Lider           |
| ---- | ------ | --------------------------------------------------- | ----------------------- | ------------ | --------------------- | --------------- |
| 1    | 20 lut | Al Dhafra Castle – Al Mirfa                         | płaski                  | 151          | Tim Merlier           | Tim Merlier     |
| 2    | 21 lut | Khalifa Port – Khalifa Port                         | jazda drużynowa na czas | 17,3         | Soudal Quick-Step     | Lucas Plapp     |
| 3    | 22 lut | Fudżajra – Dżabal al-Dżajs                          | górski                  | 185          | Einer Rubio           | Remco Evenepoel |
| 4    | 23 lut | Al Shindagha – Dubaj                                | płaski                  | 174          | Juan Sebastián Molano | Remco Evenepoel |
| 5    | 24 lut | Al Marjan Island – Umm al-Kajwajn                   | płaski                  | 170          | Dylan Groenewegen     | Remco Evenepoel |
| 6    | 25 lut | Warner Bros. World Abu Dhabi – Abu Dhabi Breakwater | płaski                  | 166          | Tim Merlier           | Remco Evenepoel |
| 7    | 26 lut | Hazza Bin Zayed Stadium – Jabal Hafit               | górski                  | 153          | Adam Yates            | Remco Evenepoel |

## Uczestnicy

### Drużyny
| WorldTeams (16)- AG2R Citroën Team - Alpecin-Deceuninck - Astana Qazaqstan Team - Bahrain Victorious - Bora-Hansgrohe - EF Education-EasyPost - Groupama-FDJ - Ineos Grenadiers - Intermarché-Circus-Wanty - Jumbo-Visma - Movistar Team - Soudal Quick-Step - Team Jayco AlUla - Team DSM - Trek-Segafredo - UAE Team Emirates ProTeams (4)- Israel-Premier Tech - Lotto Dstny - Green Project-Bardiani CSF-Faizanè - Tudor Pro Cycling Team |
| |

### Lista startowa
| Soudal Quick-Step SOQ | Soudal Quick-Step SOQ               | Soudal Quick-Step SOQ |
| --------------------- | ----------------------------------- | --------------------- |
| Nr                    | Kolarz                              | Miejsce               |
| 1                     | Remco Evenepoel (BEL) (szosa i ITT) | 1.                    |
| 2                     | Josef Černý (CZE)                   | 120.                  |
| 3                     | Tim Merlier (BEL) (szosa)           | 96.                   |
| 4                     | Mauro Schmid (SUI)                  | 31.                   |
| 5                     | Pieter Serry (BEL)                  | 65.                   |
| 6                     | Bert Van Lerberghe (BEL)            | 122.                  |
| 7                     | Louis Vervaeke (BEL)                | 67.                   |

| AG2R Citroën Team ACT | AG2R Citroën Team ACT        | AG2R Citroën Team ACT |
| --------------------- | ---------------------------- | --------------------- |
| Nr                    | Kolarz                       | Miejsce               |
| 11                    | Geoffrey Bouchard (FRA)      | 24.                   |
| 12                    | Alex Baudin (FRA)            | 34.                   |
| 13                    | Clément Berthet (FRA)        | 16.                   |
| 14                    | Jaakko Hänninen (FIN)        | 46.                   |
| 15                    | Paul Lapeira (FRA)           |                       |
| 16                    | Valentin Paret-Peintre (FRA) | 18.                   |
| 17                    | Larry Warbasse (USA)         | 37.                   |

| Alpecin-Deceuninck ADC | Alpecin-Deceuninck ADC      | Alpecin-Deceuninck ADC |
| ---------------------- | --------------------------- | ---------------------- |
| Nr                     | Kolarz                      | Miejsce                |
| 21                     | Ramon Sinkeldam (NED)       | 82.                    |
| 22                     | Maurice Ballerstedt (GER)   | 98.                    |
| 23                     | Senne Leysen (BEL)          | 83.                    |
| 24                     | Jason Osborne (GER)         | 26.                    |
| 25                     | Edward Planckaert (BEL)     | 131.                   |
| 26                     | Jensen Plowright (AUS)      | 116.                   |
| 27                     | Fabio Van den Bossche (BEL) | 105.                   |

| Astana Qazaqstan Team AST | Astana Qazaqstan Team AST    | Astana Qazaqstan Team AST |
| ------------------------- | ---------------------------- | ------------------------- |
| Nr                        | Kolarz                       | Miejsce                   |
| 31                        | Mark Cavendish (GBR) (szosa) | 89.                       |
| 32                        | Cees Bol (NED)               | 86.                       |
| 33                        | Dmitrij Gruzdiew (KAZ)       | 126.                      |
| 34                        | Aleksiej Łucenko (KAZ)       | 28.                       |
| 35                        | Davide Martinelli (ITA)      | 100.                      |
| 36                        | Javier Romo (ESP)            | 66.                       |
| 37                        | Harold Tejada (COL)          | 41.                       |

| Bahrain Victorious TBV | Bahrain Victorious TBV      | Bahrain Victorious TBV |
| ---------------------- | --------------------------- | ---------------------- |
| Nr                     | Kolarz                      | Miejsce                |
| 41                     | Pello Bilbao (ESP)          | 4.                     |
| 42                     | Nikias Arndt (GER)          | 55.                    |
| 43                     | Matevž Govekar (SLO)        | 104.                   |
| 44                     | Fran Miholjević (CRO) (ITT) | 87.                    |
| 45                     | Wout Poels (NED)            | 6.                     |
| 46                     | Johan Price-Pejtersen (DEN) | 118.                   |
| 47                     | Phil Bauhaus (GER)          | 103.                   |

| Bora-Hansgrohe BOH | Bora-Hansgrohe BOH     | Bora-Hansgrohe BOH |
| ------------------ | ---------------------- | ------------------ |
| Nr                 | Kolarz                 | Miejsce            |
| 51                 | Sam Bennett (IRL)      | 113.               |
| 52                 | Shane Archbold (NZL)   | 102.               |
| 53                 | Emanuel Buchmann (GER) | 9.                 |
| 54                 | Patrick Gamper (AUT)   | 64.                |
| 55                 | Ryan Mullen (IRL)      | 77.                |
| 56                 | Danny van Poppel (NED) | 79.                |
| 57                 | Ben Zwiehoff (GER)     | 8.                 |

| EF Education-EasyPost EFE | EF Education-EasyPost EFE | EF Education-EasyPost EFE |
| ------------------------- | ------------------------- | ------------------------- |
| Nr                        | Kolarz                    | Miejsce                   |
| 61                        | Andrey Amador (CRC)       | 39.                       |
| 62                        | Diego Camargo (COL)       | 50.                       |
| 63                        | Simon Carr (GBR)          | 52.                       |
| 64                        | Stefan de Bod (RSA)       | 11.                       |
| 65                        | Georg Steinhauser (GER)   | 22.                       |
| 66                        | Marijn van den Berg (NED) | 63.                       |
| 67                        | Łukasz Wiśniowski (POL)   | 111.                      |

| Green Project-Bardiani CSF-Faizanè BCF | Green Project-Bardiani CSF-Faizanè BCF | Green Project-Bardiani CSF-Faizanè BCF |
| -------------------------------------- | -------------------------------------- | -------------------------------------- |
| Nr                                     | Kolarz                                 | Miejsce                                |
| 71                                     | Luca Colnaghi (ITA)                    | 112.                                   |
| 72                                     | Luca Covili (ITA)                      | 33.                                    |
| 73                                     | Riccardo Lucca (ITA)                   | 110.                                   |
| 74                                     | Filippo Magli (ITA)                    | 90.                                    |
| 75                                     | Alessandro Tonelli (ITA)               | 45.                                    |
| 76                                     | Enrico Zanoncello (ITA)                | 128.                                   |
| 77                                     | Samuele Zoccarato (ITA)                | 40.                                    |

| Groupama-FDJ GFC | Groupama-FDJ GFC          | Groupama-FDJ GFC |
| ---------------- | ------------------------- | ---------------- |
| Nr               | Kolarz                    | Miejsce          |
| 81               | Arnaud Démare (FRA)       | 85.              |
| 82               | Clément Davy (FRA)        | 70.              |
| 83               | Ignatas Konovalovas (LTU) | 68.              |
| 84               | Laurence Pithie (NZL)     | 84.              |
| 85               | Michael Storer (AUS)      | 12.              |
| 86               | Reuben Thompson (NZL)     | 44.              |
| 87               | Bram Welten (NED)         | 117.             |

| Ineos Grenadiers IGD | Ineos Grenadiers IGD      | Ineos Grenadiers IGD |
| -------------------- | ------------------------- | -------------------- |
| Nr                   | Kolarz                    | Miejsce              |
| 91                   | Elia Viviani (ITA)        | 123.                 |
| 92                   | Kim Heiduk (GER)          | 74.                  |
| 93                   | Lucas Plapp (AUS) (szosa) | 2.                   |
| 94                   | Ben Swift (GBR)           | 48.                  |
| 95                   | Joshua Tarling (GBR)      | 49.                  |
| 96                   | Ben Tulett (GBR)          | 51.                  |
| 97                   | Cameron Wurf (AUS)        | 133.                 |

| Intermarché-Circus-Wanty ICW | Intermarché-Circus-Wanty ICW | Intermarché-Circus-Wanty ICW |
| ---------------------------- | ---------------------------- | ---------------------------- |
| Nr                           | Kolarz                       | Miejsce                      |
| 101                          | Louis Meintjes (RSA)         | 25.                          |
| 102                          | Julius Johansen (DEN)        | 58.                          |
| 103                          | Tom Paquot (BEL)             | 73.                          |
| 104                          | Simone Petilli (ITA)         | 47.                          |
| 105                          | Rein Taaramäe (EST) (ITT)    | 19.                          |
| 106                          | Gerben Thijssen (BEL)        | 106.                         |
| 107                          | Boy van Poppel (NED)         | 107.                         |

| Israel-Premier Tech IPT | Israel-Premier Tech IPT      | Israel-Premier Tech IPT |
| ----------------------- | ---------------------------- | ----------------------- |
| Nr                      | Kolarz                       | Miejsce                 |
| 111                     | Jakob Fuglsang (DEN)         | DNS-5                   |
| 112                     | Itamar Einhorn (ISR) (szosa) | 125.                    |
| 113                     | Derek Gee (CAN) (ITT)        | 43.                     |
| 114                     | Ben Hermans (BEL)            |                         |
| 115                     | Taj Jones (AUS)              | 108.                    |
| 116                     | Matthew Riccitello (USA)     | 17.                     |
| 117                     | Mads Würtz Schmidt (DEN)     | 36.                     |

| Jumbo-Visma TJV | Jumbo-Visma TJV          | Jumbo-Visma TJV |
| --------------- | ------------------------ | --------------- |
| Nr              | Kolarz                   | Miejsce         |
| 121             | Sepp Kuss (USA)          | 5.              |
| 122             | Thomas Gloag (GBR)       | 27.             |
| 123             | Michel Heßmann (GER)     | 42.             |
| 124             | Lennard Hofstede (NED)   | 94.             |
| 125             | Olav Kooij (NED)         | 119.            |
| 126             | Timo Roosen (NED)        | 59.             |
| 127             | Tosh Van der Sande (BEL) | 69.             |

| Lotto Dstny LTD | Lotto Dstny LTD           | Lotto Dstny LTD |
| --------------- | ------------------------- | --------------- |
| Nr              | Kolarz                    | Miejsce         |
| 131             | Caleb Ewan (AUS)          | 93.             |
| 132             | Thomas De Gendt (BEL)     | 60.             |
| 133             | Jarrad Drizners (AUS)     | 88.             |
| 134             | Jacopo Guarnieri (ITA)    | 81.             |
| 135             | Michael Schwarzmann (GER) | 109.            |
| 136             | Rüdiger Selig (GER)       | 97.             |
| 137             | Eduardo Sepúlveda (ARG)   | 29.             |

| Movistar Team MOV | Movistar Team MOV      | Movistar Team MOV |
| ----------------- | ---------------------- | ----------------- |
| Nr                | Kolarz                 | Miejsce           |
| 141               | Fernando Gaviria (COL) | 121.              |
| 142               | Juri Hollmann (GER)    | 71.               |
| 143               | Johan Jacobs (SUI)     | 124.              |
| 144               | Oier Lazkano (ESP)     | 91.               |
| 145               | Óscar Rodríguez (ESP)  | 23.               |
| 146               | Einer Rubio (COL)      | 13.               |
| 147               | Albert Torres (ESP)    | 53.               |

| Team DSM DSM | Team DSM DSM               | Team DSM DSM |
| ------------ | -------------------------- | ------------ |
| Nr           | Kolarz                     | Miejsce      |
| 151          | Andreas Leknessund (NOR)   | 20.          |
| 152          | Tobias Lund Andresen (DEN) | DNS-3        |
| 153          | Alexander Edmondson (AUS)  | 99.          |
| 154          | Frederik Madsen (DEN)      | DNS-4        |
| 155          | Niklas Märkl (GER)         | 57.          |
| 156          | Harm Vanhoucke (BEL)       | 10.          |
| 157          | Sam Welsford (AUS)         | 115.         |

| Team Jayco AlUla JAY | Team Jayco AlUla JAY    | Team Jayco AlUla JAY |
| -------------------- | ----------------------- | -------------------- |
| Nr                   | Kolarz                  | Miejsce              |
| 161                  | Dylan Groenewegen (NED) | 101.                 |
| 162                  | Michael Hepburn (AUS)   | 61.                  |
| 163                  | Jan Maas (NED)          | 62.                  |
| 164                  | Luka Mezgec (SLO)       | 95.                  |
| 165                  | Blake Quick (AUS)       | 114.                 |
| 166                  | Elmar Reinders (NED)    | 78.                  |
| 167                  | Callum Scotson (AUS)    | 15.                  |

| Trek-Segafredo TFS | Trek-Segafredo TFS            | Trek-Segafredo TFS |
| ------------------ | ----------------------------- | ------------------ |
| Nr                 | Kolarz                        | Miejsce            |
| 171                | Antonio Tiberi (ITA)          | 7.                 |
| 172                | Jon Aberasturi (ESP)          | 80.                |
| 173                | Marc Brustenga (ESP)          | 75.                |
| 174                | Amanuel Ghebreigzabhier (ERI) | 30.                |
| 175                | Asbjørn Hellemose (DEN)       | 32.                |
| 176                | Emīls Liepiņš (LAT) (szosa)   | 92.                |
| 177                | Antwan Tolhoek (NED)          | DNS-6              |

| Tudor Pro Cycling Team TUD | Tudor Pro Cycling Team TUD     | Tudor Pro Cycling Team TUD |
| -------------------------- | ------------------------------ | -------------------------- |
| Nr                         | Kolarz                         | Miejsce                    |
| 181                        | Arvid de Kleijn (NED)          | 130.                       |
| 182                        | Sebastian Kolze Changizi (DEN) | 132.                       |
| 183                        | Miká Heming (GER)              | 72.                        |
| 184                        | Arthur Kluckers (LUX)          | 54.                        |
| 185                        | Rick Pluimers (NED)            | 76.                        |
| 186                        | Yannis Voisard (SUI)           | 21.                        |
| 187                        | Maikel Zijlaard (NED)          | 127.                       |

| UAE Team Emirates UAD | UAE Team Emirates UAD       | UAE Team Emirates UAD |
| --------------------- | --------------------------- | --------------------- |
| Nr                    | Kolarz                      | Miejsce               |
| 191                   | Adam Yates (GBR)            | 3.                    |
| 192                   | Mikkel Bjerg (DEN)          | 35.                   |
| 193                   | Vegard Stake Laengen (NOR)  | 56.                   |
| 194                   | Brandon McNulty (USA)       | 14.                   |
| 195                   | Juan Sebastián Molano (COL) | 129.                  |
| 196                   | Marc Soler (ESP)            | 38.                   |
| 197                   | Jay Vine (AUS) (ITT)        | DNS-3                 |

| Soudal Quick-Step SOQ | Soudal Quick-Step SOQ               | Soudal Quick-Step SOQ |
| --------------------- | ----------------------------------- | --------------------- |
| Nr                    | Kolarz                              | Miejsce               |
| 1                     | Remco Evenepoel (BEL) (szosa i ITT) | 1.                    |
| 2                     | Josef Černý (CZE)                   | 120.                  |
| 3                     | Tim Merlier (BEL) (szosa)           | 96.                   |
| 4                     | Mauro Schmid (SUI)                  | 31.                   |
| 5                     | Pieter Serry (BEL)                  | 65.                   |
| 6                     | Bert Van Lerberghe (BEL)            | 122.                  |
| 7                     | Louis Vervaeke (BEL)                | 67.                   |

| AG2R Citroën Team ACT | AG2R Citroën Team ACT        | AG2R Citroën Team ACT |
| --------------------- | ---------------------------- | --------------------- |
| Nr                    | Kolarz                       | Miejsce               |
| 11                    | Geoffrey Bouchard (FRA)      | 24.                   |
| 12                    | Alex Baudin (FRA)            | 34.                   |
| 13                    | Clément Berthet (FRA)        | 16.                   |
| 14                    | Jaakko Hänninen (FIN)        | 46.                   |
| 15                    | Paul Lapeira (FRA)           |                       |
| 16                    | Valentin Paret-Peintre (FRA) | 18.                   |
| 17                    | Larry Warbasse (USA)         | 37.                   |

| Alpecin-Deceuninck ADC | Alpecin-Deceuninck ADC      | Alpecin-Deceuninck ADC |
| ---------------------- | --------------------------- | ---------------------- |
| Nr                     | Kolarz                      | Miejsce                |
| 21                     | Ramon Sinkeldam (NED)       | 82.                    |
| 22                     | Maurice Ballerstedt (GER)   | 98.                    |
| 23                     | Senne Leysen (BEL)          | 83.                    |
| 24                     | Jason Osborne (GER)         | 26.                    |
| 25                     | Edward Planckaert (BEL)     | 131.                   |
| 26                     | Jensen Plowright (AUS)      | 116.                   |
| 27                     | Fabio Van den Bossche (BEL) | 105.                   |

| Astana Qazaqstan Team AST | Astana Qazaqstan Team AST    | Astana Qazaqstan Team AST |
| ------------------------- | ---------------------------- | ------------------------- |
| Nr                        | Kolarz                       | Miejsce                   |
| 31                        | Mark Cavendish (GBR) (szosa) | 89.                       |
| 32                        | Cees Bol (NED)               | 86.                       |
| 33                        | Dmitrij Gruzdiew (KAZ)       | 126.                      |
| 34                        | Aleksiej Łucenko (KAZ)       | 28.                       |
| 35                        | Davide Martinelli (ITA)      | 100.                      |
| 36                        | Javier Romo (ESP)            | 66.                       |
| 37                        | Harold Tejada (COL)          | 41.                       |

| Bahrain Victorious TBV | Bahrain Victorious TBV      | Bahrain Victorious TBV |
| ---------------------- | --------------------------- | ---------------------- |
| Nr                     | Kolarz                      | Miejsce                |
| 41                     | Pello Bilbao (ESP)          | 4.                     |
| 42                     | Nikias Arndt (GER)          | 55.                    |
| 43                     | Matevž Govekar (SLO)        | 104.                   |
| 44                     | Fran Miholjević (CRO) (ITT) | 87.                    |
| 45                     | Wout Poels (NED)            | 6.                     |
| 46                     | Johan Price-Pejtersen (DEN) | 118.                   |
| 47                     | Phil Bauhaus (GER)          | 103.                   |

| Bora-Hansgrohe BOH | Bora-Hansgrohe BOH     | Bora-Hansgrohe BOH |
| ------------------ | ---------------------- | ------------------ |
| Nr                 | Kolarz                 | Miejsce            |
| 51                 | Sam Bennett (IRL)      | 113.               |
| 52                 | Shane Archbold (NZL)   | 102.               |
| 53                 | Emanuel Buchmann (GER) | 9.                 |
| 54                 | Patrick Gamper (AUT)   | 64.                |
| 55                 | Ryan Mullen (IRL)      | 77.                |
| 56                 | Danny van Poppel (NED) | 79.                |
| 57                 | Ben Zwiehoff (GER)     | 8.                 |

| EF Education-EasyPost EFE | EF Education-EasyPost EFE | EF Education-EasyPost EFE |
| ------------------------- | ------------------------- | ------------------------- |
| Nr                        | Kolarz                    | Miejsce                   |
| 61                        | Andrey Amador (CRC)       | 39.                       |
| 62                        | Diego Camargo (COL)       | 50.                       |
| 63                        | Simon Carr (GBR)          | 52.                       |
| 64                        | Stefan de Bod (RSA)       | 11.                       |
| 65                        | Georg Steinhauser (GER)   | 22.                       |
| 66                        | Marijn van den Berg (NED) | 63.                       |
| 67                        | Łukasz Wiśniowski (POL)   | 111.                      |

| Green Project-Bardiani CSF-Faizanè BCF | Green Project-Bardiani CSF-Faizanè BCF | Green Project-Bardiani CSF-Faizanè BCF |
| -------------------------------------- | -------------------------------------- | -------------------------------------- |
| Nr                                     | Kolarz                                 | Miejsce                                |
| 71                                     | Luca Colnaghi (ITA)                    | 112.                                   |
| 72                                     | Luca Covili (ITA)                      | 33.                                    |
| 73                                     | Riccardo Lucca (ITA)                   | 110.                                   |
| 74                                     | Filippo Magli (ITA)                    | 90.                                    |
| 75                                     | Alessandro Tonelli (ITA)               | 45.                                    |
| 76                                     | Enrico Zanoncello (ITA)                | 128.                                   |
| 77                                     | Samuele Zoccarato (ITA)                | 40.                                    |

| Groupama-FDJ GFC | Groupama-FDJ GFC          | Groupama-FDJ GFC |
| ---------------- | ------------------------- | ---------------- |
| Nr               | Kolarz                    | Miejsce          |
| 81               | Arnaud Démare (FRA)       | 85.              |
| 82               | Clément Davy (FRA)        | 70.              |
| 83               | Ignatas Konovalovas (LTU) | 68.              |
| 84               | Laurence Pithie (NZL)     | 84.              |
| 85               | Michael Storer (AUS)      | 12.              |
| 86               | Reuben Thompson (NZL)     | 44.              |
| 87               | Bram Welten (NED)         | 117.             |

| Ineos Grenadiers IGD | Ineos Grenadiers IGD      | Ineos Grenadiers IGD |
| -------------------- | ------------------------- | -------------------- |
| Nr                   | Kolarz                    | Miejsce              |
| 91                   | Elia Viviani (ITA)        | 123.                 |
| 92                   | Kim Heiduk (GER)          | 74.                  |
| 93                   | Lucas Plapp (AUS) (szosa) | 2.                   |
| 94                   | Ben Swift (GBR)           | 48.                  |
| 95                   | Joshua Tarling (GBR)      | 49.                  |
| 96                   | Ben Tulett (GBR)          | 51.                  |
| 97                   | Cameron Wurf (AUS)        | 133.                 |

| Intermarché-Circus-Wanty ICW | Intermarché-Circus-Wanty ICW | Intermarché-Circus-Wanty ICW |
| ---------------------------- | ---------------------------- | ---------------------------- |
| Nr                           | Kolarz                       | Miejsce                      |
| 101                          | Louis Meintjes (RSA)         | 25.                          |
| 102                          | Julius Johansen (DEN)        | 58.                          |
| 103                          | Tom Paquot (BEL)             | 73.                          |
| 104                          | Simone Petilli (ITA)         | 47.                          |
| 105                          | Rein Taaramäe (EST) (ITT)    | 19.                          |
| 106                          | Gerben Thijssen (BEL)        | 106.                         |
| 107                          | Boy van Poppel (NED)         | 107.                         |

| Israel-Premier Tech IPT | Israel-Premier Tech IPT      | Israel-Premier Tech IPT |
| ----------------------- | ---------------------------- | ----------------------- |
| Nr                      | Kolarz                       | Miejsce                 |
| 111                     | Jakob Fuglsang (DEN)         | DNS-5                   |
| 112                     | Itamar Einhorn (ISR) (szosa) | 125.                    |
| 113                     | Derek Gee (CAN) (ITT)        | 43.                     |
| 114                     | Ben Hermans (BEL)            |                         |
| 115                     | Taj Jones (AUS)              | 108.                    |
| 116                     | Matthew Riccitello (USA)     | 17.                     |
| 117                     | Mads Würtz Schmidt (DEN)     | 36.                     |

| Jumbo-Visma TJV | Jumbo-Visma TJV          | Jumbo-Visma TJV |
| --------------- | ------------------------ | --------------- |
| Nr              | Kolarz                   | Miejsce         |
| 121             | Sepp Kuss (USA)          | 5.              |
| 122             | Thomas Gloag (GBR)       | 27.             |
| 123             | Michel Heßmann (GER)     | 42.             |
| 124             | Lennard Hofstede (NED)   | 94.             |
| 125             | Olav Kooij (NED)         | 119.            |
| 126             | Timo Roosen (NED)        | 59.             |
| 127             | Tosh Van der Sande (BEL) | 69.             |

| Lotto Dstny LTD | Lotto Dstny LTD           | Lotto Dstny LTD |
| --------------- | ------------------------- | --------------- |
| Nr              | Kolarz                    | Miejsce         |
| 131             | Caleb Ewan (AUS)          | 93.             |
| 132             | Thomas De Gendt (BEL)     | 60.             |
| 133             | Jarrad Drizners (AUS)     | 88.             |
| 134             | Jacopo Guarnieri (ITA)    | 81.             |
| 135             | Michael Schwarzmann (GER) | 109.            |
| 136             | Rüdiger Selig (GER)       | 97.             |
| 137             | Eduardo Sepúlveda (ARG)   | 29.             |

| Movistar Team MOV | Movistar Team MOV      | Movistar Team MOV |
| ----------------- | ---------------------- | ----------------- |
| Nr                | Kolarz                 | Miejsce           |
| 141               | Fernando Gaviria (COL) | 121.              |
| 142               | Juri Hollmann (GER)    | 71.               |
| 143               | Johan Jacobs (SUI)     | 124.              |
| 144               | Oier Lazkano (ESP)     | 91.               |
| 145               | Óscar Rodríguez (ESP)  | 23.               |
| 146               | Einer Rubio (COL)      | 13.               |
| 147               | Albert Torres (ESP)    | 53.               |

| Team DSM DSM | Team DSM DSM               | Team DSM DSM |
| ------------ | -------------------------- | ------------ |
| Nr           | Kolarz                     | Miejsce      |
| 151          | Andreas Leknessund (NOR)   | 20.          |
| 152          | Tobias Lund Andresen (DEN) | DNS-3        |
| 153          | Alexander Edmondson (AUS)  | 99.          |
| 154          | Frederik Madsen (DEN)      | DNS-4        |
| 155          | Niklas Märkl (GER)         | 57.          |
| 156          | Harm Vanhoucke (BEL)       | 10.          |
| 157          | Sam Welsford (AUS)         | 115.         |

| Team Jayco AlUla JAY | Team Jayco AlUla JAY    | Team Jayco AlUla JAY |
| -------------------- | ----------------------- | -------------------- |
| Nr                   | Kolarz                  | Miejsce              |
| 161                  | Dylan Groenewegen (NED) | 101.                 |
| 162                  | Michael Hepburn (AUS)   | 61.                  |
| 163                  | Jan Maas (NED)          | 62.                  |
| 164                  | Luka Mezgec (SLO)       | 95.                  |
| 165                  | Blake Quick (AUS)       | 114.                 |
| 166                  | Elmar Reinders (NED)    | 78.                  |
| 167                  | Callum Scotson (AUS)    | 15.                  |

| Trek-Segafredo TFS | Trek-Segafredo TFS            | Trek-Segafredo TFS |
| ------------------ | ----------------------------- | ------------------ |
| Nr                 | Kolarz                        | Miejsce            |
| 171                | Antonio Tiberi (ITA)          | 7.                 |
| 172                | Jon Aberasturi (ESP)          | 80.                |
| 173                | Marc Brustenga (ESP)          | 75.                |
| 174                | Amanuel Ghebreigzabhier (ERI) | 30.                |
| 175                | Asbjørn Hellemose (DEN)       | 32.                |
| 176                | Emīls Liepiņš (LAT) (szosa)   | 92.                |
| 177                | Antwan Tolhoek (NED)          | DNS-6              |

| Tudor Pro Cycling Team TUD | Tudor Pro Cycling Team TUD     | Tudor Pro Cycling Team TUD |
| -------------------------- | ------------------------------ | -------------------------- |
| Nr                         | Kolarz                         | Miejsce                    |
| 181                        | Arvid de Kleijn (NED)          | 130.                       |
| 182                        | Sebastian Kolze Changizi (DEN) | 132.                       |
| 183                        | Miká Heming (GER)              | 72.                        |
| 184                        | Arthur Kluckers (LUX)          | 54.                        |
| 185                        | Rick Pluimers (NED)            | 76.                        |
| 186                        | Yannis Voisard (SUI)           | 21.                        |
| 187                        | Maikel Zijlaard (NED)          | 127.                       |

| UAE Team Emirates UAD | UAE Team Emirates UAD       | UAE Team Emirates UAD |
| --------------------- | --------------------------- | --------------------- |
| Nr                    | Kolarz                      | Miejsce               |
| 191                   | Adam Yates (GBR)            | 3.                    |
| 192                   | Mikkel Bjerg (DEN)          | 35.                   |
| 193                   | Vegard Stake Laengen (NOR)  | 56.                   |
| 194                   | Brandon McNulty (USA)       | 14.                   |
| 195                   | Juan Sebastián Molano (COL) | 129.                  |
| 196                   | Marc Soler (ESP)            | 38.                   |
| 197                   | Jay Vine (AUS) (ITT)        | DNS-3                 |

Legenda: DNF – nie ukończył etapu, OTL – przekroczył limit czasu, DNS – nie wystartował do etapu, DSQ – zdyskwalifikowany. Numer przy skrócie oznacza etap, na którym kolarz opuścił wyścig.

## Wyniki etapów

### Etap 1
| Al Dhafra Castle - Al Mirfa | płaski | (151 km) |

| \| Klasyfikacja etapu \| Klasyfikacja etapu \| Klasyfikacja etapu \| Klasyfikacja etapu \| Klasyfikacja etapu \| \| Kolarz \| Kolarz \| Państwo \| Drużyna \| Czas \| \| ------------------ \| ------------------ \| ------------------ \| --------------------- \| ------------------ \| \| 1. \| Tim Merlier \| Belgia \| Soudal Quick-Step \| 3h 17' 35" \| \| 2. \| Caleb Ewan \| Australia \| Lotto Dstny \| + 0" \| \| 3. \| Mark Cavendish \| Wielka Brytania \| Astana Qazaqstan Team \| + 0" \| \| 4. \| Olav Kooij \| Holandia \| Jumbo-Visma \| + 0" \| \| 5. \| Nikias Arndt \| Niemcy \| Bahrain Victorious \| + 0" \| \| 6. \| Phil Bauhaus \| Niemcy \| Bahrain Victorious \| + 0" \| \| 7. \| Lucas Plapp \| Australia \| Ineos Grenadiers \| + 0" \| \| 8. \| Remco Evenepoel \| Belgia \| Soudal Quick-Step \| + 0" \| \| 9. \| Pello Bilbao \| Hiszpania \| Bahrain Victorious \| + 0" \| \| 10. \| Cees Bol \| Holandia \| Astana Qazaqstan Team \| + 0" \| |                 |                 |                       |            |
| |                 |                 |                       |            |
| Źródło: ProCyclingStats |                 |                 |                       |            |
| Klasyfikacja etapu |                 |                 |                       |            |
| Kolarz | Kolarz          | Państwo         | Drużyna               | Czas       |
| 1. | Tim Merlier     | Belgia          | Soudal Quick-Step     | 3h 17' 35" |
| 2. | Caleb Ewan      | Australia       | Lotto Dstny           | + 0"       |
| 3. | Mark Cavendish  | Wielka Brytania | Astana Qazaqstan Team | + 0"       |
| 4. | Olav Kooij      | Holandia        | Jumbo-Visma           | + 0"       |
| 5. | Nikias Arndt    | Niemcy          | Bahrain Victorious    | + 0"       |
| 6. | Phil Bauhaus    | Niemcy          | Bahrain Victorious    | + 0"       |
| 7. | Lucas Plapp     | Australia       | Ineos Grenadiers      | + 0"       |
| 8. | Remco Evenepoel | Belgia          | Soudal Quick-Step     | + 0"       |
| 9. | Pello Bilbao    | Hiszpania       | Bahrain Victorious    | + 0"       |
| 10. | Cees Bol        | Holandia        | Astana Qazaqstan Team | + 0"       |

| \| Klasyfikacja generalna \| Klasyfikacja generalna \| Klasyfikacja generalna \| Klasyfikacja generalna \| Klasyfikacja generalna \| \| Kolarz \| Kolarz \| Państwo \| Drużyna \| Czas \| \| ---------------------- \| ---------------------- \| ---------------------- \| ---------------------- \| ---------------------- \| \| 1. \| Tim Merlier \| Belgia \| Soudal Quick-Step \| 3h 17' 35" \| \| 2. \| Caleb Ewan \| Australia \| Lotto Dstny \| + 4" \| \| 3. \| Lucas Plapp \| Australia \| Ineos Grenadiers \| + 5" \| \| 4. \| Mark Cavendish \| Wielka Brytania \| Astana Qazaqstan Team \| + 6" \| \| 5. \| Nikias Arndt \| Niemcy \| Bahrain Victorious \| + 7" \| \| 6. \| Remco Evenepoel \| Belgia \| Soudal Quick-Step \| + 8" \| \| 7. \| Pello Bilbao \| Hiszpania \| Bahrain Victorious \| + 8" \| \| 8. \| Olav Kooij \| Holandia \| Jumbo-Visma \| + 10" \| \| 9. \| Phil Bauhaus \| Niemcy \| Bahrain Victorious \| + 10" \| \| 10. \| Cees Bol \| Holandia \| Astana Qazaqstan Team \| + 10" \| |                 |                 |                       |            |
| |                 |                 |                       |            |
| Źródło: ProCyclingStats |                 |                 |                       |            |
| Klasyfikacja generalna |                 |                 |                       |            |
| Kolarz | Kolarz          | Państwo         | Drużyna               | Czas       |
| 1. | Tim Merlier     | Belgia          | Soudal Quick-Step     | 3h 17' 35" |
| 2. | Caleb Ewan      | Australia       | Lotto Dstny           | + 4"       |
| 3. | Lucas Plapp     | Australia       | Ineos Grenadiers      | + 5"       |
| 4. | Mark Cavendish  | Wielka Brytania | Astana Qazaqstan Team | + 6"       |
| 5. | Nikias Arndt    | Niemcy          | Bahrain Victorious    | + 7"       |
| 6. | Remco Evenepoel | Belgia          | Soudal Quick-Step     | + 8"       |
| 7. | Pello Bilbao    | Hiszpania       | Bahrain Victorious    | + 8"       |
| 8. | Olav Kooij      | Holandia        | Jumbo-Visma           | + 10"      |
| 9. | Phil Bauhaus    | Niemcy          | Bahrain Victorious    | + 10"      |
| 10. | Cees Bol        | Holandia        | Astana Qazaqstan Team | + 10"      |

### Etap 2
| Khalifa Port - Khalifa Port | jazda drużynowa na czas | (17,3 km) |

| \| Klasyfikacja etapu \| Klasyfikacja etapu \| Klasyfikacja etapu \| Klasyfikacja etapu \| Klasyfikacja etapu \| \| Kolarz \| Kolarz \| Państwo \| Drużyna \| Czas \| \| ------------------ \| --------------------- \| ------------------ \| ------------------ \| ------------------ \| \| 1. \| Soudal Quick-Step \| \| \| 18' 17" \| \| 2. \| EF Education-EasyPost \| \| \| + 1" \| \| 3. \| Ineos Grenadiers \| \| \| + 3" \| \| 4. \| Bahrain Victorious \| \| \| + 4" \| \| 5. \| Team Jayco AlUla \| \| \| + 5" \| \| 6. \| Team DSM \| \| \| + 10" \| \| 7. \| Bora-Hansgrohe \| \| \| + 15" \| \| 8. \| UAE Team Emirates \| \| \| + 16" \| \| 9. \| Astana Qazaqstan Team \| \| \| + 17" \| \| 10. \| Trek-Segafredo \| \| \| + 19" \| |                       |         |         |         |
| |                       |         |         |         |
| Źródło: ProCyclingStats |                       |         |         |         |
| Klasyfikacja etapu |                       |         |         |         |
| Kolarz | Kolarz                | Państwo | Drużyna | Czas    |
| 1. | Soudal Quick-Step     |         |         | 18' 17" |
| 2. | EF Education-EasyPost |         |         | + 1"    |
| 3. | Ineos Grenadiers      |         |         | + 3"    |
| 4. | Bahrain Victorious    |         |         | + 4"    |
| 5. | Team Jayco AlUla      |         |         | + 5"    |
| 6. | Team DSM              |         |         | + 10"   |
| 7. | Bora-Hansgrohe        |         |         | + 15"   |
| 8. | UAE Team Emirates     |         |         | + 16"   |
| 9. | Astana Qazaqstan Team |         |         | + 17"   |
| 10. | Trek-Segafredo        |         |         | + 19"   |

| \| Klasyfikacja generalna \| Klasyfikacja generalna \| Klasyfikacja generalna \| Klasyfikacja generalna \| Klasyfikacja generalna \| \| Kolarz \| Kolarz \| Państwo \| Drużyna \| Czas \| \| ---------------------- \| ---------------------- \| ---------------------- \| ---------------------- \| ---------------------- \| \| 1. \| Lucas Plapp \| Australia \| Ineos Grenadiers \| 3h 35' 50" \| \| 2. \| Remco Evenepoel \| Belgia \| Soudal Quick-Step \| + 0" \| \| 3. \| Nikias Arndt \| Niemcy \| Bahrain Victorious \| + 3" \| \| 4. \| Pello Bilbao \| Hiszpania \| Bahrain Victorious \| + 4" \| \| 5. \| Mark Cavendish \| Wielka Brytania \| Astana Qazaqstan Team \| + 15" \| \| 6. \| Cees Bol \| Holandia \| Astana Qazaqstan Team \| + 21" \| \| 7. \| Olav Kooij \| Holandia \| Jumbo-Visma \| + 23" \| \| 8. \| Bert Van Lerberghe \| Belgia \| Soudal Quick-Step \| + 29" \| \| 9. \| Tim Merlier \| Belgia \| Soudal Quick-Step \| + 30" \| \| 10. \| Jarrad Drizners \| Australia \| Lotto Dstny \| + 50" \| |                    |                 |                       |            |
| |                    |                 |                       |            |
| Źródło: ProCyclingStats |                    |                 |                       |            |
| Klasyfikacja generalna |                    |                 |                       |            |
| Kolarz | Kolarz             | Państwo         | Drużyna               | Czas       |
| 1. | Lucas Plapp        | Australia       | Ineos Grenadiers      | 3h 35' 50" |
| 2. | Remco Evenepoel    | Belgia          | Soudal Quick-Step     | + 0"       |
| 3. | Nikias Arndt       | Niemcy          | Bahrain Victorious    | + 3"       |
| 4. | Pello Bilbao       | Hiszpania       | Bahrain Victorious    | + 4"       |
| 5. | Mark Cavendish     | Wielka Brytania | Astana Qazaqstan Team | + 15"      |
| 6. | Cees Bol           | Holandia        | Astana Qazaqstan Team | + 21"      |
| 7. | Olav Kooij         | Holandia        | Jumbo-Visma           | + 23"      |
| 8. | Bert Van Lerberghe | Belgia          | Soudal Quick-Step     | + 29"      |
| 9. | Tim Merlier        | Belgia          | Soudal Quick-Step     | + 30"      |
| 10. | Jarrad Drizners    | Australia       | Lotto Dstny           | + 50"      |

### Etap 3
| Fudżajra - Dżabal al-Dżajs | górski | (185 km) |

| \| Klasyfikacja etapu \| Klasyfikacja etapu \| Klasyfikacja etapu \| Klasyfikacja etapu \| Klasyfikacja etapu \| \| Kolarz \| Kolarz \| Państwo \| Drużyna \| Czas \| \| ------------------ \| ------------------ \| ------------------ \| --------------------- \| ------------------ \| \| 1. \| Einer Rubio \| Kolumbia \| Movistar Team \| 4h 54' 24" \| \| 2. \| Remco Evenepoel \| Belgia \| Soudal Quick-Step \| + 14" \| \| 3. \| Adam Yates \| Wielka Brytania \| UAE Team Emirates \| + 15" \| \| 4. \| Aleksiej Łucenko \| Kazachstan \| Astana Qazaqstan Team \| + 15" \| \| 5. \| Lucas Plapp \| Australia \| Ineos Grenadiers \| + 15" \| \| 6. \| Harm Vanhoucke \| Belgia \| Team DSM \| + 15" \| \| 7. \| Thomas Gloag \| Wielka Brytania \| Jumbo-Visma \| + 15" \| \| 8. \| Andreas Leknessund \| Norwegia \| Team DSM \| + 15" \| \| 9. \| Sepp Kuss \| Stany Zjednoczone \| Jumbo-Visma \| + 15" \| \| 10. \| Ben Zwiehoff \| Niemcy \| Bora-Hansgrohe \| + 15" \| |                    |                   |                       |            |
| |                    |                   |                       |            |
| Źródło: ProCyclingStats |                    |                   |                       |            |
| Klasyfikacja etapu |                    |                   |                       |            |
| Kolarz | Kolarz             | Państwo           | Drużyna               | Czas       |
| 1. | Einer Rubio        | Kolumbia          | Movistar Team         | 4h 54' 24" |
| 2. | Remco Evenepoel    | Belgia            | Soudal Quick-Step     | + 14"      |
| 3. | Adam Yates         | Wielka Brytania   | UAE Team Emirates     | + 15"      |
| 4. | Aleksiej Łucenko   | Kazachstan        | Astana Qazaqstan Team | + 15"      |
| 5. | Lucas Plapp        | Australia         | Ineos Grenadiers      | + 15"      |
| 6. | Harm Vanhoucke     | Belgia            | Team DSM              | + 15"      |
| 7. | Thomas Gloag       | Wielka Brytania   | Jumbo-Visma           | + 15"      |
| 8. | Andreas Leknessund | Norwegia          | Team DSM              | + 15"      |
| 9. | Sepp Kuss          | Stany Zjednoczone | Jumbo-Visma           | + 15"      |
| 10. | Ben Zwiehoff       | Niemcy            | Bora-Hansgrohe        | + 15"      |

| \| Klasyfikacja generalna \| Klasyfikacja generalna \| Klasyfikacja generalna \| Klasyfikacja generalna \| Klasyfikacja generalna \| \| Kolarz \| Kolarz \| Państwo \| Drużyna \| Czas \| \| ---------------------- \| ---------------------- \| ---------------------- \| ---------------------- \| ---------------------- \| \| 1. \| Remco Evenepoel \| Belgia \| Soudal Quick-Step \| 8h 54' 22" \| \| 2. \| Lucas Plapp \| Australia \| Ineos Grenadiers \| + 7" \| \| 3. \| Pello Bilbao \| Hiszpania \| Bahrain Victorious \| + 11" \| \| 4. \| Stefan de Bod \| Południowa Afryka \| EF Education-EasyPost \| + 1' 01" \| \| 5. \| Wout Poels \| Holandia \| Bahrain Victorious \| + 1' 04" \| \| 6. \| Harm Vanhoucke \| Belgia \| Team DSM \| + 1' 10" \| \| 7. \| Andreas Leknessund \| Norwegia \| Team DSM \| + 1' 10" \| \| 8. \| Einer Rubio \| Kolumbia \| Movistar Team \| + 1' 11" \| \| 9. \| Georg Steinhauser \| Niemcy \| EF Education-EasyPost \| + 1' 11" \| \| 10. \| Adam Yates \| Wielka Brytania \| UAE Team Emirates \| + 1' 12" \| |                    |                   |                       |            |
| |                    |                   |                       |            |
| Źródło: ProCyclingStats |                    |                   |                       |            |
| Klasyfikacja generalna |                    |                   |                       |            |
| Kolarz | Kolarz             | Państwo           | Drużyna               | Czas       |
| 1. | Remco Evenepoel    | Belgia            | Soudal Quick-Step     | 8h 54' 22" |
| 2. | Lucas Plapp        | Australia         | Ineos Grenadiers      | + 7"       |
| 3. | Pello Bilbao       | Hiszpania         | Bahrain Victorious    | + 11"      |
| 4. | Stefan de Bod      | Południowa Afryka | EF Education-EasyPost | + 1' 01"   |
| 5. | Wout Poels         | Holandia          | Bahrain Victorious    | + 1' 04"   |
| 6. | Harm Vanhoucke     | Belgia            | Team DSM              | + 1' 10"   |
| 7. | Andreas Leknessund | Norwegia          | Team DSM              | + 1' 10"   |
| 8. | Einer Rubio        | Kolumbia          | Movistar Team         | + 1' 11"   |
| 9. | Georg Steinhauser  | Niemcy            | EF Education-EasyPost | + 1' 11"   |
| 10. | Adam Yates         | Wielka Brytania   | UAE Team Emirates     | + 1' 12"   |

### Etap 4
| Al Shindagha - Dubaj | płaski | (174 km) |

| \| Klasyfikacja etapu \| Klasyfikacja etapu \| Klasyfikacja etapu \| Klasyfikacja etapu \| Klasyfikacja etapu \| \| Kolarz \| Kolarz \| Państwo \| Drużyna \| Czas \| \| ------------------ \| --------------------- \| ------------------ \| ---------------------- \| ------------------ \| \| 1. \| Juan Sebastián Molano \| Kolumbia \| UAE Team Emirates \| 3h 50' 01" \| \| 2. \| Olav Kooij \| Holandia \| Jumbo-Visma \| + 0" \| \| 3. \| Sam Welsford \| Australia \| Team DSM \| + 0" \| \| 4. \| Arvid de Kleijn \| Holandia \| Tudor Pro Cycling Team \| + 0" \| \| 5. \| Dylan Groenewegen \| Holandia \| Team Jayco AlUla \| + 0" \| \| 6. \| Danny van Poppel \| Holandia \| Bora-Hansgrohe \| + 0" \| \| 7. \| Marijn van den Berg \| Holandia \| EF Education-EasyPost \| + 0" \| \| 8. \| Sam Bennett \| Irlandia \| Bora-Hansgrohe \| + 0" \| \| 9. \| Tim Merlier \| Belgia \| Soudal Quick-Step \| + 0" \| \| 10. \| Jon Aberasturi \| Hiszpania \| Trek-Segafredo \| + 0" \| |                       |           |                        |            |
| |                       |           |                        |            |
| Źródło: ProCyclingStats |                       |           |                        |            |
| Klasyfikacja etapu |                       |           |                        |            |
| Kolarz | Kolarz                | Państwo   | Drużyna                | Czas       |
| 1. | Juan Sebastián Molano | Kolumbia  | UAE Team Emirates      | 3h 50' 01" |
| 2. | Olav Kooij            | Holandia  | Jumbo-Visma            | + 0"       |
| 3. | Sam Welsford          | Australia | Team DSM               | + 0"       |
| 4. | Arvid de Kleijn       | Holandia  | Tudor Pro Cycling Team | + 0"       |
| 5. | Dylan Groenewegen     | Holandia  | Team Jayco AlUla       | + 0"       |
| 6. | Danny van Poppel      | Holandia  | Bora-Hansgrohe         | + 0"       |
| 7. | Marijn van den Berg   | Holandia  | EF Education-EasyPost  | + 0"       |
| 8. | Sam Bennett           | Irlandia  | Bora-Hansgrohe         | + 0"       |
| 9. | Tim Merlier           | Belgia    | Soudal Quick-Step      | + 0"       |
| 10. | Jon Aberasturi        | Hiszpania | Trek-Segafredo         | + 0"       |

| \| Klasyfikacja generalna \| Klasyfikacja generalna \| Klasyfikacja generalna \| Klasyfikacja generalna \| Klasyfikacja generalna \| \| Kolarz \| Kolarz \| Państwo \| Drużyna \| Czas \| \| ---------------------- \| ---------------------- \| ---------------------- \| ---------------------- \| ---------------------- \| \| 1. \| Remco Evenepoel \| Belgia \| Soudal Quick-Step \| \| \| 2. \| Lucas Plapp \| Australia \| Ineos Grenadiers \| + 7" \| \| 3. \| Pello Bilbao \| Hiszpania \| Bahrain Victorious \| + 11" \| \| 4. \| Stefan de Bod \| Południowa Afryka \| EF Education-EasyPost \| + 1' 01" \| \| 5. \| Wout Poels \| Holandia \| Bahrain Victorious \| + 1' 04" \| \| 6. \| Harm Vanhoucke \| Belgia \| Team DSM \| + 1' 10" \| \| 7. \| Andreas Leknessund \| Norwegia \| Team DSM \| + 1' 10" \| \| 8. \| Einer Rubio \| Kolumbia \| Movistar Team \| + 1' 11" \| \| 9. \| Georg Steinhauser \| Niemcy \| EF Education-EasyPost \| + 1' 11" \| \| 10. \| Adam Yates \| Wielka Brytania \| UAE Team Emirates \| + 1' 12" \| |                    |                   |                       |          |
| |                    |                   |                       |          |
| Źródło: ProCyclingStats |                    |                   |                       |          |
| Klasyfikacja generalna |                    |                   |                       |          |
| Kolarz | Kolarz             | Państwo           | Drużyna               | Czas     |
| 1. | Remco Evenepoel    | Belgia            | Soudal Quick-Step     |          |
| 2. | Lucas Plapp        | Australia         | Ineos Grenadiers      | + 7"     |
| 3. | Pello Bilbao       | Hiszpania         | Bahrain Victorious    | + 11"    |
| 4. | Stefan de Bod      | Południowa Afryka | EF Education-EasyPost | + 1' 01" |
| 5. | Wout Poels         | Holandia          | Bahrain Victorious    | + 1' 04" |
| 6. | Harm Vanhoucke     | Belgia            | Team DSM              | + 1' 10" |
| 7. | Andreas Leknessund | Norwegia          | Team DSM              | + 1' 10" |
| 8. | Einer Rubio        | Kolumbia          | Movistar Team         | + 1' 11" |
| 9. | Georg Steinhauser  | Niemcy            | EF Education-EasyPost | + 1' 11" |
| 10. | Adam Yates         | Wielka Brytania   | UAE Team Emirates     | + 1' 12" |

### Etap 5
| Al Marjan Island - Umm al-Kajwajn | płaski | (170 km) |

| \| Klasyfikacja etapu \| Klasyfikacja etapu \| Klasyfikacja etapu \| Klasyfikacja etapu \| Klasyfikacja etapu \| \| Kolarz \| Kolarz \| Państwo \| Drużyna \| Czas \| \| ------------------ \| --------------------- \| ------------------ \| --------------------- \| ------------------ \| \| 1. \| Dylan Groenewegen \| Holandia \| Team Jayco AlUla \| 3h 57' 07" \| \| 2. \| Fernando Gaviria \| Kolumbia \| Movistar Team \| + 0" \| \| 3. \| Sam Bennett \| Irlandia \| Bora-Hansgrohe \| + 0" \| \| 4. \| Emīls Liepiņš \| Łotwa \| Trek-Segafredo \| + 0" \| \| 5. \| Tim Merlier \| Belgia \| Soudal Quick-Step \| + 0" \| \| 6. \| Sam Welsford \| Australia \| Team DSM \| + 0" \| \| 7. \| Juan Sebastián Molano \| Kolumbia \| UAE Team Emirates \| + 0" \| \| 8. \| Mark Cavendish \| Wielka Brytania \| Astana Qazaqstan Team \| + 0" \| \| 9. \| Olav Kooij \| Holandia \| Jumbo-Visma \| + 0" \| \| 10. \| Arnaud Démare \| Francja \| Groupama-FDJ \| + 0" \| |                       |                 |                       |            |
| |                       |                 |                       |            |
| Źródło: ProCyclingStats |                       |                 |                       |            |
| Klasyfikacja etapu |                       |                 |                       |            |
| Kolarz | Kolarz                | Państwo         | Drużyna               | Czas       |
| 1. | Dylan Groenewegen     | Holandia        | Team Jayco AlUla      | 3h 57' 07" |
| 2. | Fernando Gaviria      | Kolumbia        | Movistar Team         | + 0"       |
| 3. | Sam Bennett           | Irlandia        | Bora-Hansgrohe        | + 0"       |
| 4. | Emīls Liepiņš         | Łotwa           | Trek-Segafredo        | + 0"       |
| 5. | Tim Merlier           | Belgia          | Soudal Quick-Step     | + 0"       |
| 6. | Sam Welsford          | Australia       | Team DSM              | + 0"       |
| 7. | Juan Sebastián Molano | Kolumbia        | UAE Team Emirates     | + 0"       |
| 8. | Mark Cavendish        | Wielka Brytania | Astana Qazaqstan Team | + 0"       |
| 9. | Olav Kooij            | Holandia        | Jumbo-Visma           | + 0"       |
| 10. | Arnaud Démare         | Francja         | Groupama-FDJ          | + 0"       |

| \| Klasyfikacja generalna \| Klasyfikacja generalna \| Klasyfikacja generalna \| Klasyfikacja generalna \| Klasyfikacja generalna \| \| Kolarz \| Kolarz \| Państwo \| Drużyna \| Czas \| \| ---------------------- \| ---------------------- \| ---------------------- \| ---------------------- \| ---------------------- \| \| 1. \| Remco Evenepoel \| Belgia \| Soudal Quick-Step \| 16h 14' 28" \| \| 2. \| Lucas Plapp \| Australia \| Ineos Grenadiers \| + 9" \| \| 3. \| Pello Bilbao \| Hiszpania \| Bahrain Victorious \| + 13" \| \| 4. \| Stefan de Bod \| Południowa Afryka \| EF Education-EasyPost \| + 1' 03" \| \| 5. \| Wout Poels \| Holandia \| Bahrain Victorious \| + 1' 06" \| \| 6. \| Harm Vanhoucke \| Belgia \| Team DSM \| + 1' 12" \| \| 7. \| Andreas Leknessund \| Norwegia \| Team DSM \| + 1' 12" \| \| 8. \| Einer Rubio \| Kolumbia \| Movistar Team \| + 1' 13" \| \| 9. \| Georg Steinhauser \| Niemcy \| EF Education-EasyPost \| + 1' 13" \| \| 10. \| Adam Yates \| Wielka Brytania \| UAE Team Emirates \| + 1' 14" \| |                    |                   |                       |             |
| |                    |                   |                       |             |
| Źródło: ProCyclingStats |                    |                   |                       |             |
| Klasyfikacja generalna |                    |                   |                       |             |
| Kolarz | Kolarz             | Państwo           | Drużyna               | Czas        |
| 1. | Remco Evenepoel    | Belgia            | Soudal Quick-Step     | 16h 14' 28" |
| 2. | Lucas Plapp        | Australia         | Ineos Grenadiers      | + 9"        |
| 3. | Pello Bilbao       | Hiszpania         | Bahrain Victorious    | + 13"       |
| 4. | Stefan de Bod      | Południowa Afryka | EF Education-EasyPost | + 1' 03"    |
| 5. | Wout Poels         | Holandia          | Bahrain Victorious    | + 1' 06"    |
| 6. | Harm Vanhoucke     | Belgia            | Team DSM              | + 1' 12"    |
| 7. | Andreas Leknessund | Norwegia          | Team DSM              | + 1' 12"    |
| 8. | Einer Rubio        | Kolumbia          | Movistar Team         | + 1' 13"    |
| 9. | Georg Steinhauser  | Niemcy            | EF Education-EasyPost | + 1' 13"    |
| 10. | Adam Yates         | Wielka Brytania   | UAE Team Emirates     | + 1' 14"    |

### Etap 6
| Warner Bros. World Abu Dhabi - Abu Dhabi Breakwater | płaski | (166 km) |

| \| Klasyfikacja etapu \| Klasyfikacja etapu \| Klasyfikacja etapu \| Klasyfikacja etapu \| Klasyfikacja etapu \| \| Kolarz \| Kolarz \| Państwo \| Drużyna \| Czas \| \| ------------------ \| ------------------ \| ------------------ \| ------------------------ \| ------------------ \| \| 1. \| Tim Merlier \| Belgia \| Soudal Quick-Step \| 3h 41' 12" \| \| 2. \| Sam Bennett \| Irlandia \| Bora-Hansgrohe \| + 0" \| \| 3. \| Dylan Groenewegen \| Holandia \| Team Jayco AlUla \| + 0" \| \| 4. \| Olav Kooij \| Holandia \| Jumbo-Visma \| + 0" \| \| 5. \| Arvid de Kleijn \| Holandia \| Tudor Pro Cycling Team \| + 0" \| \| 6. \| Sam Welsford \| Australia \| Team DSM \| + 0" \| \| 7. \| Gerben Thijssen \| Belgia \| Intermarché-Circus-Wanty \| + 0" \| \| 8. \| Emīls Liepiņš \| Łotwa \| Trek-Segafredo \| + 0" \| \| 9. \| Phil Bauhaus \| Niemcy \| Bahrain Victorious \| + 0" \| \| 10. \| Itamar Einhorn \| Izrael \| Israel-Premier Tech \| + 0" \| |                   |           |                          |            |
| |                   |           |                          |            |
| Źródło: ProCyclingStats |                   |           |                          |            |
| Klasyfikacja etapu |                   |           |                          |            |
| Kolarz | Kolarz            | Państwo   | Drużyna                  | Czas       |
| 1. | Tim Merlier       | Belgia    | Soudal Quick-Step        | 3h 41' 12" |
| 2. | Sam Bennett       | Irlandia  | Bora-Hansgrohe           | + 0"       |
| 3. | Dylan Groenewegen | Holandia  | Team Jayco AlUla         | + 0"       |
| 4. | Olav Kooij        | Holandia  | Jumbo-Visma              | + 0"       |
| 5. | Arvid de Kleijn   | Holandia  | Tudor Pro Cycling Team   | + 0"       |
| 6. | Sam Welsford      | Australia | Team DSM                 | + 0"       |
| 7. | Gerben Thijssen   | Belgia    | Intermarché-Circus-Wanty | + 0"       |
| 8. | Emīls Liepiņš     | Łotwa     | Trek-Segafredo           | + 0"       |
| 9. | Phil Bauhaus      | Niemcy    | Bahrain Victorious       | + 0"       |
| 10. | Itamar Einhorn    | Izrael    | Israel-Premier Tech      | + 0"       |

| \| Klasyfikacja generalna \| Klasyfikacja generalna \| Klasyfikacja generalna \| Klasyfikacja generalna \| Klasyfikacja generalna \| \| Kolarz \| Kolarz \| Państwo \| Drużyna \| Czas \| \| ---------------------- \| ---------------------- \| ---------------------- \| ---------------------- \| ---------------------- \| \| 1. \| Remco Evenepoel \| Belgia \| Soudal Quick-Step \| 19h 55' 40" \| \| 2. \| Lucas Plapp \| Australia \| Ineos Grenadiers \| + 9" \| \| 3. \| Pello Bilbao \| Hiszpania \| Bahrain Victorious \| + 13" \| \| 4. \| Stefan de Bod \| Południowa Afryka \| EF Education-EasyPost \| + 1' 03" \| \| 5. \| Wout Poels \| Holandia \| Bahrain Victorious \| + 1' 06" \| \| 6. \| Harm Vanhoucke \| Belgia \| Team DSM \| + 1' 12" \| \| 7. \| Andreas Leknessund \| Norwegia \| Team DSM \| + 1' 12" \| \| 8. \| Einer Rubio \| Kolumbia \| Movistar Team \| + 1' 13" \| \| 9. \| Georg Steinhauser \| Niemcy \| EF Education-EasyPost \| + 1' 13" \| \| 10. \| Adam Yates \| Wielka Brytania \| UAE Team Emirates \| + 1' 14" \| |                    |                   |                       |             |
| |                    |                   |                       |             |
| Źródło: ProCyclingStats |                    |                   |                       |             |
| Klasyfikacja generalna |                    |                   |                       |             |
| Kolarz | Kolarz             | Państwo           | Drużyna               | Czas        |
| 1. | Remco Evenepoel    | Belgia            | Soudal Quick-Step     | 19h 55' 40" |
| 2. | Lucas Plapp        | Australia         | Ineos Grenadiers      | + 9"        |
| 3. | Pello Bilbao       | Hiszpania         | Bahrain Victorious    | + 13"       |
| 4. | Stefan de Bod      | Południowa Afryka | EF Education-EasyPost | + 1' 03"    |
| 5. | Wout Poels         | Holandia          | Bahrain Victorious    | + 1' 06"    |
| 6. | Harm Vanhoucke     | Belgia            | Team DSM              | + 1' 12"    |
| 7. | Andreas Leknessund | Norwegia          | Team DSM              | + 1' 12"    |
| 8. | Einer Rubio        | Kolumbia          | Movistar Team         | + 1' 13"    |
| 9. | Georg Steinhauser  | Niemcy            | EF Education-EasyPost | + 1' 13"    |
| 10. | Adam Yates         | Wielka Brytania   | UAE Team Emirates     | + 1' 14"    |

### Etap 7
| Hazza Bin Zayed Stadium - Jabal Hafit | górski | (153 km) |

| \| Klasyfikacja etapu \| Klasyfikacja etapu \| Klasyfikacja etapu \| Klasyfikacja etapu \| Klasyfikacja etapu \| \| Kolarz \| Kolarz \| Państwo \| Drużyna \| Czas \| \| ------------------ \| ------------------ \| ------------------ \| ------------------ \| ------------------ \| \| 1. \| Adam Yates \| Wielka Brytania \| UAE Team Emirates \| 3h 29' 42" \| \| 2. \| Remco Evenepoel \| Belgia \| Soudal Quick-Step \| + 10" \| \| 3. \| Geoffrey Bouchard \| Francja \| AG2R Citroën Team \| + 42" \| \| 4. \| Sepp Kuss \| Stany Zjednoczone \| Jumbo-Visma \| + 47" \| \| 5. \| Pello Bilbao \| Hiszpania \| Bahrain Victorious \| + 54" \| \| 6. \| Lucas Plapp \| Australia \| Ineos Grenadiers \| + 54" \| \| 7. \| Wout Poels \| Holandia \| Bahrain Victorious \| + 1' 16" \| \| 8. \| Antonio Tiberi \| Włochy \| Trek-Segafredo \| + 1' 16" \| \| 9. \| Ben Zwiehoff \| Niemcy \| Bora-Hansgrohe \| + 1' 25" \| \| 10. \| Michael Storer \| Australia \| Groupama-FDJ \| + 1' 25" \| |                   |                   |                    |            |
| |                   |                   |                    |            |
| Źródło: ProCyclingStats |                   |                   |                    |            |
| Klasyfikacja etapu |                   |                   |                    |            |
| Kolarz | Kolarz            | Państwo           | Drużyna            | Czas       |
| 1. | Adam Yates        | Wielka Brytania   | UAE Team Emirates  | 3h 29' 42" |
| 2. | Remco Evenepoel   | Belgia            | Soudal Quick-Step  | + 10"      |
| 3. | Geoffrey Bouchard | Francja           | AG2R Citroën Team  | + 42"      |
| 4. | Sepp Kuss         | Stany Zjednoczone | Jumbo-Visma        | + 47"      |
| 5. | Pello Bilbao      | Hiszpania         | Bahrain Victorious | + 54"      |
| 6. | Lucas Plapp       | Australia         | Ineos Grenadiers   | + 54"      |
| 7. | Wout Poels        | Holandia          | Bahrain Victorious | + 1' 16"   |
| 8. | Antonio Tiberi    | Włochy            | Trek-Segafredo     | + 1' 16"   |
| 9. | Ben Zwiehoff      | Niemcy            | Bora-Hansgrohe     | + 1' 25"   |
| 10. | Michael Storer    | Australia         | Groupama-FDJ       | + 1' 25"   |

## Klasyfikacje

### Klasyfikacja generalna
| \| Klasyfikacja generalna \| Klasyfikacja generalna \| Klasyfikacja generalna \| Klasyfikacja generalna \| Klasyfikacja generalna \| \| Kolarz \| Kolarz \| Państwo \| Drużyna \| Czas \| \| ---------------------- \| ---------------------- \| ---------------------- \| ---------------------- \| ---------------------- \| \| 1. \| Remco Evenepoel \| Belgia \| Soudal Quick-Step \| 23h 25' 26" \| \| 2. \| Lucas Plapp \| Australia \| Ineos Grenadiers \| + 59" \| \| 3. \| Adam Yates \| Wielka Brytania \| UAE Team Emirates \| + 1' 00" \| \| 4. \| Pello Bilbao \| Hiszpania \| Bahrain Victorious \| + 1' 03" \| \| 5. \| Sepp Kuss \| Stany Zjednoczone \| Jumbo-Visma \| + 2' 06" \| \| 6. \| Wout Poels \| Holandia \| Bahrain Victorious \| + 2' 18" \| \| 7. \| Antonio Tiberi \| Włochy \| Trek-Segafredo \| + 2' 33" \| \| 8. \| Ben Zwiehoff \| Niemcy \| Bora-Hansgrohe \| + 2' 38" \| \| 9. \| Emanuel Buchmann \| Niemcy \| Bora-Hansgrohe \| + 2' 38" \| \| 10. \| Harm Vanhoucke \| Belgia \| Team DSM \| + 2' 40" \| |                  |                   |                    |             |
| |                  |                   |                    |             |
| Źródło: ProCyclingStats |                  |                   |                    |             |
| Klasyfikacja generalna |                  |                   |                    |             |
| Kolarz | Kolarz           | Państwo           | Drużyna            | Czas        |
| 1. | Remco Evenepoel  | Belgia            | Soudal Quick-Step  | 23h 25' 26" |
| 2. | Lucas Plapp      | Australia         | Ineos Grenadiers   | + 59"       |
| 3. | Adam Yates       | Wielka Brytania   | UAE Team Emirates  | + 1' 00"    |
| 4. | Pello Bilbao     | Hiszpania         | Bahrain Victorious | + 1' 03"    |
| 5. | Sepp Kuss        | Stany Zjednoczone | Jumbo-Visma        | + 2' 06"    |
| 6. | Wout Poels       | Holandia          | Bahrain Victorious | + 2' 18"    |
| 7. | Antonio Tiberi   | Włochy            | Trek-Segafredo     | + 2' 33"    |
| 8. | Ben Zwiehoff     | Niemcy            | Bora-Hansgrohe     | + 2' 38"    |
| 9. | Emanuel Buchmann | Niemcy            | Bora-Hansgrohe     | + 2' 38"    |
| 10. | Harm Vanhoucke   | Belgia            | Team DSM           | + 2' 40"    |

| Klasyfikacja punktowa | Klasyfikacja punktowa | Klasyfikacja punktowa | Klasyfikacja punktowa | Klasyfikacja punktowa |
| Kolarz                | Kolarz                | Państwo               | Drużyna               | Punkty                |
| --------------------- | --------------------- | --------------------- | --------------------- | --------------------- |
| 1.                    | Tim Merlier           | Belgia                | Soudal Quick-Step     | 52 pkt                |
| 2.                    | Remco Evenepoel       | Belgia                | Soudal Quick-Step     | 45 pkt                |
| 3.                    | Dylan Groenewegen     | Holandia              | Team Jayco AlUla      | 39 pkt                |
| 4.                    | Olav Kooij            | Holandia              | Jumbo-Visma           | 36 pkt                |
| 5.                    | Edward Planckaert     | Belgia                | Alpecin-Deceuninck    | 34 pkt                |
| 6.                    | Adam Yates            | Wielka Brytania       | UAE Team Emirates     | 32 pkt                |
| 7.                    | Sam Bennett           | Irlandia              | Bora-Hansgrohe        | 31 pkt                |
| 8.                    | Sam Welsford          | Australia             | Team DSM              | 30 pkt                |
| 9.                    | Lucas Plapp           | Australia             | Ineos Grenadiers      | 29 pkt                |
| 10.                   | Juan Sebastián Molano | Kolumbia              | UAE Team Emirates     | 24 pkt                |

| Klasyfikacja punktowa | Klasyfikacja punktowa | Klasyfikacja punktowa | Klasyfikacja punktowa | Klasyfikacja punktowa |
| Kolarz                | Kolarz                | Państwo               | Drużyna               | Punkty                |
| --------------------- | --------------------- | --------------------- | --------------------- | --------------------- |
| 1.                    | Tim Merlier           | Belgia                | Soudal Quick-Step     | 52 pkt                |
| 2.                    | Remco Evenepoel       | Belgia                | Soudal Quick-Step     | 45 pkt                |
| 3.                    | Dylan Groenewegen     | Holandia              | Team Jayco AlUla      | 39 pkt                |
| 4.                    | Olav Kooij            | Holandia              | Jumbo-Visma           | 36 pkt                |
| 5.                    | Edward Planckaert     | Belgia                | Alpecin-Deceuninck    | 34 pkt                |
| 6.                    | Adam Yates            | Wielka Brytania       | UAE Team Emirates     | 32 pkt                |
| 7.                    | Sam Bennett           | Irlandia              | Bora-Hansgrohe        | 31 pkt                |
| 8.                    | Sam Welsford          | Australia             | Team DSM              | 30 pkt                |
| 9.                    | Lucas Plapp           | Australia             | Ineos Grenadiers      | 29 pkt                |
| 10.                   | Juan Sebastián Molano | Kolumbia              | UAE Team Emirates     | 24 pkt                |

| Klasyfikacja sprinterska | Klasyfikacja sprinterska | Klasyfikacja sprinterska | Klasyfikacja sprinterska           | Klasyfikacja sprinterska |
| Kolarz                   | Kolarz                   | Państwo                  | Drużyna                            | Punkty                   |
| ------------------------ | ------------------------ | ------------------------ | ---------------------------------- | ------------------------ |
| 1.                       | Edward Planckaert        | Belgia                   | Alpecin-Deceuninck                 | 34 pkt                   |
| 2.                       | Samuele Zoccarato        | Włochy                   | Green Project-Bardiani CSF-Faizanè | 24 pkt                   |
| 3.                       | Lucas Plapp              | Australia                | Ineos Grenadiers                   | 13 pkt                   |
| 4.                       | Remco Evenepoel          | Belgia                   | Soudal Quick-Step                  | 10 pkt                   |
| 5.                       | Alex Baudin              | Francja                  | AG2R Citroën Team                  | 10 pkt                   |
| 6.                       | Nikias Arndt             | Niemcy                   | Bahrain Victorious                 | 9 pkt                    |
| 7.                       | Thomas De Gendt          | Belgia                   | Lotto Dstny                        | 9 pkt                    |
| 8.                       | Jaakko Hänninen          | Finlandia                | AG2R Citroën Team                  | 8 pkt                    |
| 9.                       | Sam Welsford             | Australia                | Team DSM                           | 8 pkt                    |
| 10.                      | Josef Černý              | Czechy                   | Soudal Quick-Step                  | 8 pkt                    |

| Klasyfikacja sprinterska | Klasyfikacja sprinterska | Klasyfikacja sprinterska | Klasyfikacja sprinterska           | Klasyfikacja sprinterska |
| Kolarz                   | Kolarz                   | Państwo                  | Drużyna                            | Punkty                   |
| ------------------------ | ------------------------ | ------------------------ | ---------------------------------- | ------------------------ |
| 1.                       | Edward Planckaert        | Belgia                   | Alpecin-Deceuninck                 | 34 pkt                   |
| 2.                       | Samuele Zoccarato        | Włochy                   | Green Project-Bardiani CSF-Faizanè | 24 pkt                   |
| 3.                       | Lucas Plapp              | Australia                | Ineos Grenadiers                   | 13 pkt                   |
| 4.                       | Remco Evenepoel          | Belgia                   | Soudal Quick-Step                  | 10 pkt                   |
| 5.                       | Alex Baudin              | Francja                  | AG2R Citroën Team                  | 10 pkt                   |
| 6.                       | Nikias Arndt             | Niemcy                   | Bahrain Victorious                 | 9 pkt                    |
| 7.                       | Thomas De Gendt          | Belgia                   | Lotto Dstny                        | 9 pkt                    |
| 8.                       | Jaakko Hänninen          | Finlandia                | AG2R Citroën Team                  | 8 pkt                    |
| 9.                       | Sam Welsford             | Australia                | Team DSM                           | 8 pkt                    |
| 10.                      | Josef Černý              | Czechy                   | Soudal Quick-Step                  | 8 pkt                    |

| Klasyfikacja młodzieżowa | Klasyfikacja młodzieżowa | Klasyfikacja młodzieżowa | Klasyfikacja młodzieżowa | Klasyfikacja młodzieżowa |
| Kolarz                   | Kolarz                   | Państwo                  | Drużyna                  | Czas                     |
| ------------------------ | ------------------------ | ------------------------ | ------------------------ | ------------------------ |
| 1.                       | Remco Evenepoel          | Belgia                   | Soudal Quick-Step        | 23h 25' 26"              |
| 2.                       | Lucas Plapp              | Australia                | Ineos Grenadiers         | + 59"                    |
| 3.                       | Antonio Tiberi           | Włochy                   | Trek-Segafredo           | + 2' 33"                 |
| 4.                       | Einer Rubio              | Kolumbia                 | Movistar Team            | + 2' 57"                 |
| 5.                       | Brandon McNulty          | Stany Zjednoczone        | UAE Team Emirates        | + 3' 02"                 |
| 6.                       | Matthew Riccitello       | Stany Zjednoczone        | Israel-Premier Tech      | + 3' 18"                 |
| 7.                       | Valentin Paret-Peintre   | Francja                  | AG2R Citroën Team        | + 3' 29"                 |
| 8.                       | Andreas Leknessund       | Norwegia                 | Team DSM                 | + 3' 39"                 |
| 9.                       | Yannis Voisard           | Szwajcaria               | Tudor Pro Cycling Team   | + 3' 41"                 |
| 10.                      | Georg Steinhauser        | Niemcy                   | EF Education-EasyPost    | + 3' 50"                 |

| Klasyfikacja młodzieżowa | Klasyfikacja młodzieżowa | Klasyfikacja młodzieżowa | Klasyfikacja młodzieżowa | Klasyfikacja młodzieżowa |
| Kolarz                   | Kolarz                   | Państwo                  | Drużyna                  | Czas                     |
| ------------------------ | ------------------------ | ------------------------ | ------------------------ | ------------------------ |
| 1.                       | Remco Evenepoel          | Belgia                   | Soudal Quick-Step        | 23h 25' 26"              |
| 2.                       | Lucas Plapp              | Australia                | Ineos Grenadiers         | + 59"                    |
| 3.                       | Antonio Tiberi           | Włochy                   | Trek-Segafredo           | + 2' 33"                 |
| 4.                       | Einer Rubio              | Kolumbia                 | Movistar Team            | + 2' 57"                 |
| 5.                       | Brandon McNulty          | Stany Zjednoczone        | UAE Team Emirates        | + 3' 02"                 |
| 6.                       | Matthew Riccitello       | Stany Zjednoczone        | Israel-Premier Tech      | + 3' 18"                 |
| 7.                       | Valentin Paret-Peintre   | Francja                  | AG2R Citroën Team        | + 3' 29"                 |
| 8.                       | Andreas Leknessund       | Norwegia                 | Team DSM                 | + 3' 39"                 |
| 9.                       | Yannis Voisard           | Szwajcaria               | Tudor Pro Cycling Team   | + 3' 41"                 |
| 10.                      | Georg Steinhauser        | Niemcy                   | EF Education-EasyPost    | + 3' 50"                 |

| Klasyfikacja drużynowa | Klasyfikacja drużynowa   | Klasyfikacja drużynowa       | Klasyfikacja drużynowa |
| Drużyna                | Drużyna                  | Państwo                      | Czas                   |
| ---------------------- | ------------------------ | ---------------------------- | ---------------------- |
| 1.                     | UAE Team Emirates        | Zjednoczone Emiraty Arabskie | 69h 48' 08"            |
| 2.                     | AG2R Citroën Team        | Francja                      | + 1' 15"               |
| 3.                     | EF Education-EasyPost    | Stany Zjednoczone            | + 1' 41"               |
| 4.                     | Jumbo-Visma              | Holandia                     | + 6' 37"               |
| 5.                     | Intermarché-Circus-Wanty | Belgia                       | + 6' 58"               |
| 6.                     | Soudal Quick-Step        | Belgia                       | + 7' 09"               |
| 7.                     | Trek-Segafredo           | Stany Zjednoczone            | + 7' 19"               |
| 8.                     | Israel-Premier Tech      | Izrael                       | + 10' 02"              |
| 9.                     | Astana Qazaqstan Team    | Kazachstan                   | + 10' 39"              |
| 10.                    | Bahrain Victorious       | Bahrajn                      | + 11' 23"              |

| Klasyfikacja drużynowa | Klasyfikacja drużynowa   | Klasyfikacja drużynowa       | Klasyfikacja drużynowa |
| Drużyna                | Drużyna                  | Państwo                      | Czas                   |
| ---------------------- | ------------------------ | ---------------------------- | ---------------------- |
| 1.                     | UAE Team Emirates        | Zjednoczone Emiraty Arabskie | 69h 48' 08"            |
| 2.                     | AG2R Citroën Team        | Francja                      | + 1' 15"               |
| 3.                     | EF Education-EasyPost    | Stany Zjednoczone            | + 1' 41"               |
| 4.                     | Jumbo-Visma              | Holandia                     | + 6' 37"               |
| 5.                     | Intermarché-Circus-Wanty | Belgia                       | + 6' 58"               |
| 6.                     | Soudal Quick-Step        | Belgia                       | + 7' 09"               |
| 7.                     | Trek-Segafredo           | Stany Zjednoczone            | + 7' 19"               |
| 8.                     | Israel-Premier Tech      | Izrael                       | + 10' 02"              |
| 9.                     | Astana Qazaqstan Team    | Kazachstan                   | + 10' 39"              |
| 10.                    | Bahrain Victorious       | Bahrajn                      | + 11' 23"              |

### Liderzy klasyfikacji
| Etap   |                         | Pierwsze miejsce _    | Klasyfikacja generalna | Punktowa    | Sprinterska       | Młodzieżowa     | Drużynowa _           |
| ------ | ----------------------- | --------------------- | ---------------------- | ----------- | ----------------- | --------------- | --------------------- |
| 1      | płaski                  | Tim Merlier           | Tim Merlier            | Tim Merlier | Lucas Plapp       | Lucas Plapp     | Soudal Quick-Step     |
| 2      | jazda drużynowa na czas | Soudal Quick-Step     | Lucas Plapp            | Tim Merlier | Lucas Plapp       | Lucas Plapp     | Soudal Quick-Step     |
| 3      | górski                  | Einer Rubio           | Remco Evenepoel        | Lucas Plapp | Edward Planckaert | Remco Evenepoel | EF Education-EasyPost |
| 4      | płaski                  | Juan Sebastián Molano | Remco Evenepoel        | Olav Kooij  | Edward Planckaert | Remco Evenepoel | EF Education-EasyPost |
| 5      | płaski                  | Dylan Groenewegen     | Remco Evenepoel        | Tim Merlier | Edward Planckaert | Remco Evenepoel | EF Education-EasyPost |
| 6      | płaski                  | Tim Merlier           | Remco Evenepoel        | Tim Merlier | Dylan Groenewegen | Remco Evenepoel | EF Education-EasyPost |
| 7      | górski                  | Adam Yates            | Remco Evenepoel        | Tim Merlier | Edward Planckaert | Remco Evenepoel | UAE Team Emirates     |
| Koniec | Koniec                  |                       | Remco Evenepoel        | Tim Merlier | Edward Planckaert | Remco Evenepoel | UAE Team Emirates     |